# Woburn Abbey
Woburn Abbey è una residenza di campagna nei pressi di Woburn, nel Bedfordshire, in Inghilterra, attuale residenza del duca di Bedford.
Pur rimanendo abitata dall'attuale duca, essa è aperta ai visitatori in giorni specifici assieme al resto della tenuta che la circonda, tra cui i meravigliosi giardini disegnati da Humphry Repton oltre ad attrazioni di più recente istituzione come il Woburn Safari Park con una ferrovia in miniatura per permettere ai turisti di ammirarne le bellezze.

## Storia
Woburn Abbey, composto da Woburn Park e dai suoi edifici, è un complesso che venne fondato come abbazia cistercense nel 1145. Nel 1547 Enrico VIII la concesse a John Russell, I conte di Bedford che ne fece la sede della famiglia Russell e dei duchi di Bedford. L'abbazia fu distrutta e la residenza edificata sulle rovine, ma ha mantenuto il nome "abbazia" ("abbey" nell'inglese).
La struttura originaria dell'edificio venne in gran parte ricostruita a partire dal 1744 dagli architetti Henry Flitcroft e Henry Holland per John Russell, IV duca di Bedford. Anna, moglie del VII duca, nell'Ottocento diede qui vita al rituale inglese del tè delle cinque.
Nell'aprile del 1786 John Adams (futuro secondo presidente degli Stati Uniti in un tour con Thomas Jefferson, che fu in seguito vicepresidente) visitò Woburn Abbey e altre case nobiliari nell'area. Dopo aver compiuto visita al duca di Bedford, scrisse nel suo diario "Stowe, Hagley e Blenheim, sono superbe; Woburn, Caversham e the Leasowes sono belle. Wotton è sia grandiosa che elegante".
A seguito della seconda guerra mondiale, metà dell'abitazione originaria venne demolita. Quando Hastings Russell, XII duca di Bedford morì nel 1953, suo figlio si trovò a dover fronteggiare le tasse di successione, che non era però in grado di pagare. Invece di consegnare le proprietà di famiglia al National Trust, decise comunque di mantenerla per sè e l'aprì al pubblico per la prima volta nel 1955, ottenendo grande successo con l'apertura del Woburn Safari Park.

## La collezione
La collezione d'arte del Duca di Bedford è tra le migliori collezioni private in Inghilterra di arte occidentale. Il museo comprende 250 dipinti tra cui spiccano lavori di Rubens, Van Dyck, Canaletto e Diego Velázquez. Oltre ai dipinti, la collezione include diversi esempi di pregiato mobilio inglese e francese di diverse epoche, oltre ad una collezione di porcellane e argenteria.

### Dipinti
Scuola olandese
- Asselyn, Jan - 1 dipinto

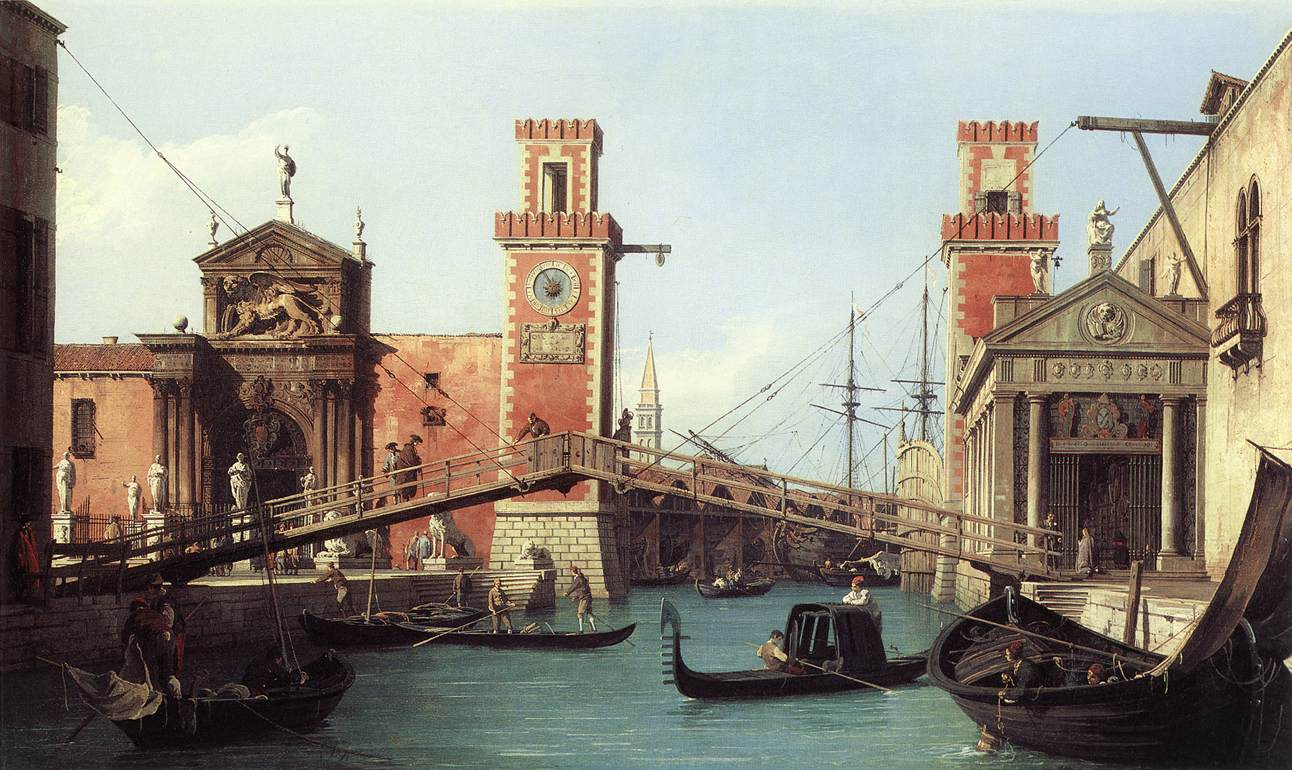
Canaletto, Veduta dell'entrata all'Arsenale di Venezia, 1732

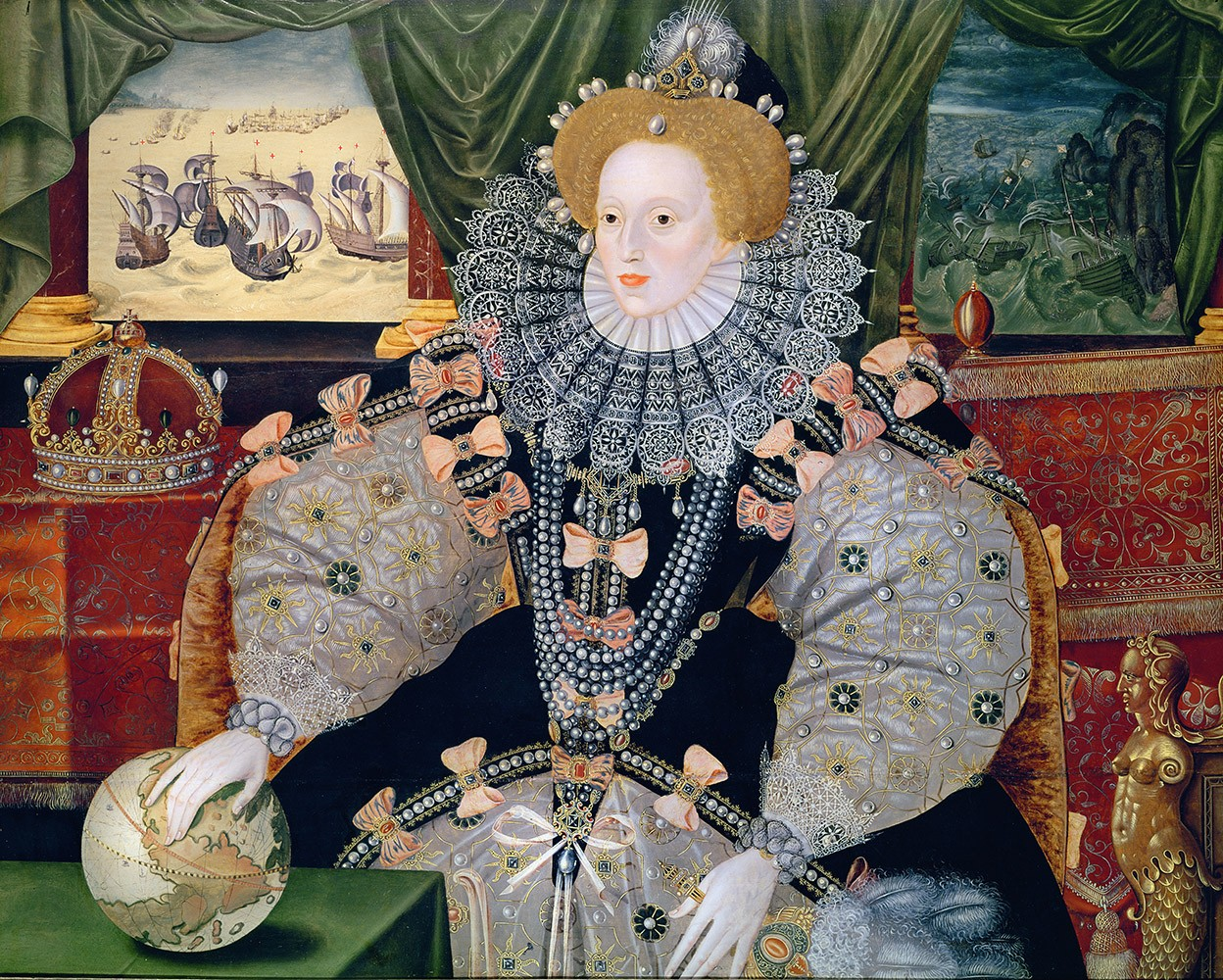
Ritratto dell'Armada, 1588 (?)

- Cuyp, Aelbert Jacobsz - 5 dipinti
- Delen, Dirk van - 1 dipinto
- Flinck, Govert - 1 dipinto
- Goyen, Jan van - 1 dipinto
- Potter, Paulus - 2 dipinti (A Hawking Party, 1653)
- Rembrandt, Harmenszoon van Rijn - 2 dipinti (Boaz e Ruth, 1643 e Autoritratto, 1640)
- Ruisdael, Jacob van - 2 dipinti
- Steen, Jan - 2 dipinti
- Velde, Willem van de Velde (il Giovane) - 1 dipinto
- Werff, Adrian van der - 1 dipinto

Scuola inglese
- Gainsborough, Thomas - 1 dipinto
- Gheeraerts, Marcus (il Giovane) - 2 dipinti
- Hayter, Sir George - 4 dipinti
- Hoppner, John - 2 dipinti
- Knapton, George - 1 dipinto
- Landseer, Edwin Henry - 2 dipinti
- Reynolds, Joshua - 12 dipinti
- George Gower - Ritratto dell'Armada, uno dei più famosi ritratti inglesi esistenti di sovrani

Scuola fiamminga
- Critz, John de - 1 dipinto
- Dyck, Anthony van - 10 dipinti(Aubert Lemire, decano di Antwerp, c. 1630)
- Eworth, Hans - 1 dipinto

Scuola francese
- Bercham, Nicholas - 1 dipinto
- Lorrain, Claude (known as Claude Gellée) - 2 dipinti
- Lefèbvre, Claude - 1 dipinto
- Loo, Carl van - 1 dipinto (Ritratto di Luigi XV)
- Poussin, Nicolas - 2 dipinti
- Vernet, Claude Joseph - 2 dipinti

Scuola tedesca
- Holbein, Hans (il Giovane) - 1 dipinto

Scuola italiana
- Batoni, Pompeo - 1 dipinto
- Canaletto - 24 dipinti (Veduta dell'entrata dell'Arsenale di Venezia, c. 1732 - uno dei più famosi dipinti di Canaletto)
- Ricci, Sebastiano - 1 dipinto
- Salvi, Giovanni (Il Sassoferrato) - 2 dipinti

Scuola spagnola
- Murillo, Bartolomé Esteban - 1 dipinto
- Velázquez, Diego - 1 dipintoi (Ritratto dell'ammiraglio Pulido Peraja, capitano generale della Flotta della Nuova Spagna)